# 土岐村路
土岐村 路（ときむら みち、文化3年6月6日（1806年7月21日） - 安政5年8月17日（1858年9月23日）は、江戸時代後期の女性、曲亭馬琴の筆記助手。
紀州藩家老三浦長門守の医師・土岐村元立（げんりゅう）の次女として神田佐久間町に生まれる。はじめ鉄と名づけられ、手習い、三絃を学ぶが三絃を好まず舞踊を学ぶ。姉とともに松平忠誨邸に仕える。その後江戸城に勤め、21歳で父の許にあり、文政10年（1827年）22歳で曲亭馬琴の嫡子滝沢宗伯興継に嫁し、みちと改名する。嫡男太郎興邦のほか二女を儲ける。しかるに天保6年（1835年）宗伯死去、翌7年（1836年）神田信濃町で馬琴夫婦と同居す。天保10年（1839年）前後より馬琴の眼疾が進み遂に明を失うに至るが、路はその口述筆記を行い時に琴童の名で代作も行う。『南総里見八犬伝』の後半、『玉石童子訓』などは路の手になり、難しい漢字を学び馬琴独特のふりがなに苦心する。嘉永元年（1848年）馬琴死去、翌年太郎死去。嘉永元年馬琴最後の年より路自ら日記を記し、近年木村三四吾により『路女日記』として刊行される。路女の筆記者としての苦難は明治期よりよく知られ、貞女として賞賛され、鏑木清方がその画材とするほか、馬琴を描く際に欠かせない人物となっている。戒名は操誉順節路霜大姉。
なお森田誠吾「滝沢路女のこと」以来滝沢路とされているが、江戸時代は夫婦別姓であるから土岐村路とするのが正しい。